# Jagnjilo (Mladenovac)
Pour les articles homonymes, voir Jagnjilo.

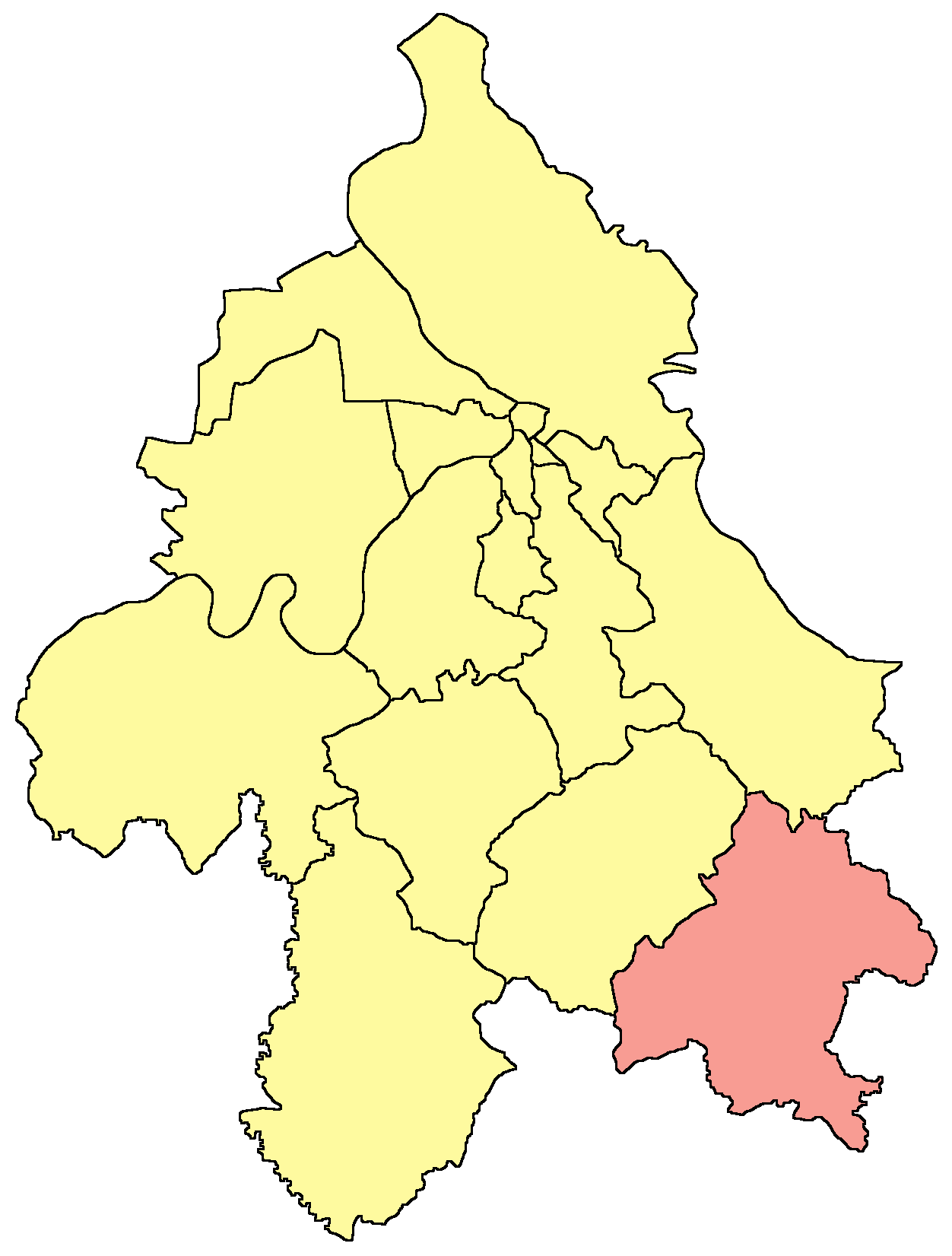
Localisation de la municipalité de Mladenovac dans la Ville de Belgrade

Jagnjilo (en serbe cyrillique : Јагњило) est une localité de Serbie située dans la municipalité de Mladenovac et sur le territoire de la Ville de Belgrade. Au recensement de 2011, elle comptait 1 886 habitants.
Jagnjilo est officiellement classé parmi les villages de Serbie.

## Démographie

### Évolution historique de la population
| 1948  | 1953  | 1961  | 1971  | 1981  | 1991  | 2002  | 2011  |
| ----- | ----- | ----- | ----- | ----- | ----- | ----- | ----- |
| 2 694 | 2 785 | 2 756 | 2 513 | 2 576 | 2 553 | 2 279 | 1 886 |

|  |